# فهد الصييفي
فهد الصييفي مواليد 8 مارس 2000 في القصيم ، السعودية، هو لاعب كرة قدم سعودي يلعب حالياً في نادي السد.

## مسيرة اللاعب
بدأ في الفئات السنية في النادي العربي وانتقل إلى فئة الشباب في نادي الرائد في عام 2018 و أعير إلى نادي البكيرية في صيف 2020 و أعير إلى نادي الجندل في مطلع عام 2022 و لعب بعدها مع نادي الشعلة ونادي القوس ونادي السد.